# Grasmobanen
Koordinaten: 59° 52′ 32,5″ N, 11° 48′ 40,7″ O
| |         |               |               |
| Zeichnung der Bahnstrecke mit Ausweichplätzen                                                                                        |         |               |               |
| Streckenlänge: | 1,46 km |               |               |
| |         |               |               |
| \| \| \| \| \| \| \| \| Mortsjølungen \| \| \| \| \| \| \| \| \| \| \| \| \| \| \| \| \| \| \| \| Tvillingtjern \| \| \| \| \| \| \| |         |               |               |
| |         |               |               |
| Betriebs-/Güterbahnhof Streckenanfang (Strecke außer Betrieb)                                                                        |         | Mortsjølungen | Mortsjølungen |
| Dienststation / Betriebs- oder Güterbahnhof (Strecke außer Betrieb)                                                                  |         |               |               |
| Dienststation / Betriebs- oder Güterbahnhof (Strecke außer Betrieb)                                                                  |         |               |               |
| Dienststation / Betriebs- oder Güterbahnhof (Strecke außer Betrieb)                                                                  |         |               |               |
| Betriebs-/Güterbahnhof Streckenende (Strecke außer Betrieb)                                                                          |         | Tvillingtjern | Tvillingtjern |
| |         |               |               |

Grasmobanen oder Sootbanen war eine Pferdeeisenbahn in der norwegischen Kommune Aurskog-Høland im Fylke Akershus. Die Strecke wurde auf dem Flurstück des Gutshofes Grasmo gebaut, daher der Name Grasmobanen.

## Geschichte
Grasmobanen war Teil des Transportsystems, das Engebret Soot, der Erbauer des ersten Schleusensystems in Norwegen, in den Jahren 1847 bis 1849 baute, um das Holz vom Flusssystem Mangenvassdraget zum Flusssystem Haldenvassdraget zu bringen. Ein Teil dieses Systems ist heute unter dem Namen Sootkanalen bekannt. Das System bestand nicht nur aus diesem Kanal, sondern aus mehreren Kanälen, Schleusen, Holzrutschen und der Pferdeeisenbahn. Die Grasmobane wurde zwischen den Gewässern Mortsjølungen und Tvillingtjern gebaut.
Über den 2,5 km langen Mortsjølungen wurde die Holzstämme per Schiff bis zum Beginn des Lessinga transportiert. Der Lessinga ist ein 100 Meter langer gegrabener Kanal. Die Kanalseiten wurden mit Steinen vermauert. Drei Fußgängerstege aus Holz überquerten den Kanal. Vom Lessinga aufwärts gibt es einen Anstieg von 37 Metern. Ein kleinerer Bach mündet in den Kanal. Es wäre möglich gewesen, Schleusen zu bauen, aber Engebret Soot brauchte das Wasser von Tvillingtjern für das weitere Flößen. Deshalb baute er eine Pferdeeisenbahn.
Zu Beginn wurde das Holz auf die Güterwagen aufgeladen. Es stellte sich aber heraus, dass es praktischer war, die Wagen in den Kanal unter den Wasserspiegel zu fahren, um dann die Baumstämme auf die Wagen schwimmen zu lassen. Die Flößer arbeiteten dabei von den Holzbrücken aus.
Die etwa 1,5 km lange Pferdeeisenbahn war ein- und schmalspurig, wobei die Spurweite nicht bekannt ist. Sie begann am Ende des Lessinga am Mortsjølungen und hatte neben dem Anfangs- und Endpunkt drei weitere Ausweichstellen, die alle gleich weit voneinander entfernt waren.

## Betriebsablauf
Eine Schicht bestand aus zwei Arbeitsgruppen, eine Arbeitsgruppe aus zwölf Männern mit je zwei Pferden. Jedes Pferdegespann musste drei Wagen befördern. Eine Arbeitsgruppe fuhr drei Runden und pausierte dann, während die andere Arbeitsgruppe übernahm. Im Sommer gab es mehrere Schichten am Tag. 1871 passierten 6000 Tylft Holz (Tolfter, entspricht einem Dutzend, Maß für Bretter oder Stämme) die Grasmobane.

## Ende der Pferdebahn
Der Pferdebetrieb endete 1918. Dann übernahm eine stationäre Dampfmaschine, die am Endpunkt der Strecke bei Tvillingtjern aufgestellt wurde, die Aufgabe. Nach nur zwei Jahren wurde die Dampfmaschine durch einen Benzinmotors ersetzt. Die Holzwagen wurden mit Seilen hochgezogen. Die Grasmobane war bis 1938 in Betrieb.